# Чамолі (округ)
Чамолі (гінді चमोली जिला, англ. Chamoli) — округ індійського штату Уттаракханд із центром у місті Ґопешвар, розташований в регіоні Ґархвал. Його населення — 370 тис. мешканців станом на 2001 рік.